# Quo Vadis (группа, Канада)
Quo Vadis (с лат. — «Куда ты идёшь?») — канадская мелодик-дэт-метал-группа из Монреаля, основанная в 1992 году, и названная в честь романа польского писателя Генрика Сенкевича «Камо грядеши». За время своего существования коллектив выпустил три студийных альбома, один концертный альбом, один сборник и один концертный DVD.

## История

### Формирование, первое демо (1992—1995)
Группа Quo Vadis была создана в 1992 году гитаристами и вокалистами Бартом Фридриховичем и Арье Итманом, а также барабанщиком Яником Берсье. Изначально музыка группы состояла из каверов на Metallica и Megadeth. Однако со временем группа начала писать оригинальный материал и включать его в свои живые выступления. К 1995 году группа написала несколько песен и решила записать демо. Басист Реми Бошан был принят в качестве постоянного участника после того, как группа опробовала еще 17 человек, а сопрано-вокалистка Себрина Липари исполнила с группой несколько песен вживую. Демо Quo Vadis было выпущено на кассетах 21 марта 1995 года на лейбле VomiT Productions и помогло группе утвердиться в метал-сообществе Монреаля.

### Forever…(1996–1998)
В начале 1996 года Quo Vadis вернулись в студию и записали свой дебютный альбом в сотрудничестве с Пьером Ремийяром, который ранее работал с Cryptopsy в роли продюсера. 10 апреля 1996 года был выпущен альбом Forever…, который был благосклонно встречен как фанатами, так и критиками, что привело к тому, что лейблы Earth AD Records в Германии и Immortal Records в Польше подписали контракт с Quo Vadis. Фридрихович сказал об альбоме: «Мы записали демо, которое было выпущено как мини-альбом на кассете в прошлом году. Реакция была очень положительной. В то время мы все еще искали своё направление, экспериментируя с клавишными и вокалом. Forever… гораздо более агрессивный, чем демо, он гораздо более мелодичный и замысловатый. Это может звучать как противоречие, но это так. Я думаю, что нам как музыкантам есть что сказать, на этот раз тоже в студии. Наша цель состояла в том, чтобы сохранить агрессию и не потерять остроту. Я думаю, мы уловили это достаточно хорошо и в то же время раскрыли нашу художественную сторону».

### Day into NightиPassage in Time(1999–2001)
В 1999 году Quo Vadis подписали контракт с лейблом Hypnotic Records на запись своего второго альбома. Записанный в студии Victor Studios и спродюсированный Quo Vadis и Пьером Ремийяром, Day into Night был выпущен 30 марта 2000 года в Канаде. В то время как в создании песен для Forever… принимали участие все участники группы, большинство песен для Day Into Night были написаны и записаны Арье Итманом. Однако из-за проблем с логистикой альбом был выпущен в Европе только в декабре того же года. Для продвижения альбома был снят клип на песню «Dysgenics». Реми Бошан так прокомментировал создание видео: «Это было долго! Мы снимали два дня. Это не самое приятное занятие — притворяться, что играешь, но в конце концов оно того стоит. Самое весёлое заключается в монтаже, когда видишь, как всё это обретает форму. В декабре мы выпустили видео, но то, что люди увидели в тот день, не было законченной версией. С тех пор мы многое поменяли, и это выглядит действительно круто». Day into Night также продался намного больше, чем Forever…; Барт сравнивал их: «Реакция на альбом была превосходной; чтобы вы понимали, мы продали столько же копий нового альбома за 6 месяцев, сколько копий Forever… за 2 года».
Звучание альбома заметно отличалось от Forever…, поскольку было решено избавиться от женского вокала и скрипки, а внимание группы сместилось от мелодичности к большей техничности и прогрессивности, с более сложными структурами песен и изменениями тактового размера. Реми Бошан уточнил: «По сути, между записями обоих альбомов прошло более трёх лет, поэтому за это время музыка, которую мы слушаем, изменилась. Кроме того, мы все улучшили своё владение инструментами… Женский вокал — это то, что мы пробовали давным-давно. Хотя со скрипкой ещё не покончено, мы могли бы добавить её на наш следующий альбом, но для Day Into Night, мы хотели получить хороший тяжелый альбом, без особых издишеств». Барт сказал, что «качество записи намного лучше; мы провели 3 месяца в студии, а не полторы недели. Тут помог бюджет альбома — мы в основном потратили в десять раз больше денег, чем на Forever…».
В 2001 году Quo Vadis выпустили сборник Passage in Time на лейбле Skyscraper Music. В сборник вошли всё демо Quo Vadis, два концертных трека, два ремикса, одна новая песня и видео «Dysgenics». Реми прокомментировал альбом: «Демо не было доступно более трёх лет, и многие фанаты просили его, поэтому мы решили, что могли бы сделать что-то особенное, если бы мы переиздали его. Поэтому вместе с ним будет целый мультимедийный раздел. Получится интересный релиз».

### Изменения в составе (2002–2003)
В 2002 году Яник Берсье из-за работы переехал в Теннесси, но остался в группе, хотя и не посещал ни одной репетиции после августа 2002 года. Барт утверждал: «Яник — один из самых солидных и надёжных людей, которых я когда-либо знал. Мы на связи несколько раз в день, и он участвует в группе […] Наши репетиции проходят на живых выступлениях, которые мы играем […] Яник прилагает огромные усилия, чтобы оставаться на связи, репетировать и прилетать на все концерты».
В том же году группу покинули вокалист и гитарист Арье Итман, а также басист Реми Бошан. По словам Барта, на это решение повлияло несколько факторов: «Я хотел привлечь кого-то в группу для вокала ещё в 2001 году, но в то время это было невозможно, так как некоторые бывшие участники группы чувствовали, что это уменьшит их важность или они почувствуют некоторую угрозу своему статусу в группе». Он добавил: «…видите ли, еще в 2002 году мы не ожидали, что все это произойдёт за месяц до записи — и что вторую половину альбома придется писать за 4 недели… если бы не все эти перемены, мы всё равно должны были бы иметь дело с похожими проблемами. Это потому, что в то время мы не догадывались, что у другого гитариста была готова только одна песня за месяц до записи в студию (несмотря на то, что он сказал нам, что у него есть материал для четырех песен), поэтому в любом случае у нас было бы четыре недели, чтобы написать остальную часть альбома. Может быть, он решил разобраться с этим, покинув группу, я не знаю, и мне всё равно».
Затем группа наняла гитариста Cryptopsy Алекса Оберна на оставшуюся часть 2002 года, чтобы он взял на себя обязанности Арье. Уилл Сегерс из Neuraxis увидел выступление группы в Metropolis, их первое выступление после смены состава. Примерно через год он временно присоединился к группе, заменив Оберна, который был вынужден уйти из-за его обязательств перед Cryptopsy.
Вместо того, чтобы искать и прослушивать басистов, Барт решил выбрать уже известное имя. В 2003 году Барт написал Стиву Диджорджио по электронной почте, спрашивая: «Вы были бы заинтересованы в сессионной работе в Канаде?» Стив согласился, и Барт прислал ему информацию о группе и их музыке. После того, как Стив закончил свое турне с Testament, он впервые встретился с Бартом в аэропорту Монреаля.
Для вокала Quo Vadis наняли Стефана Паре вместо Арье. Барт хвалил его вокал, сказав: «В любом случае, самой важной проблемой было исправить слабую подачу вокала вживую. И это было решено, когда пришел Стефан». Этот новый состав был дополнен Роксаной Константин, ранее работавшей в Negativa, на клавишных, сопрано и альт-вокале.

### Defiant Imagination(2004)
Хотя новый альбом был выпущен 4 ноября 2004 года, Defiant Imagination был написан гораздо раньше. К 2002 году структура песен была окончательно доработана, и в сентябре 2002 года были записаны ударные, а в августе 2003 года бас-гитара была записана в студии Wildsound Studios с Пьером Ремийяром в качестве звукоинженера. Скрипки были записаны в октябре 2003. Гитары время от времени записывались в период с сентября 2002 года по январь 2004 года, а хор и вокал были записаны в январе 2004 г. К маю 2004 г. весь альбом был сведен Джимом Моррисом, а мастеринг был проведён Бернардом Белли в период с июня по сентябрь 2004 г.
Поскольку ударные были записаны до гитар, Барту пришлось писать свои гитарные риффы так, чтобы они дополняли ударные, а не наоборот. Барт уточнил: «После сентябрьских сессий я вернулся к работе над гармониями и написал совершенно новый набор гитар, пытаясь увидеть их с другой точки зрения. Главной задачей было уложиться в партию ударных — либо так, либо нам пришлось бы перезаписывать их заново. Так что я должен был подойти к этому очень творчески, чтобы сделать песни интересными, не вводя новые части или изменяя темп. Вот почему в них так много гармоний и контрапунктирующих мелодий. Это было непросто — часто я просто джемовал под записанные треки в течение долгого времени, пытаясь найти другую атмосферу, отличную от уже записанной […] это лучше всего слышно на «To the Bitter End» или «Tunnel Effect». Если вы послушаете обе гитары, они делают совершенно разные вещи, но очень хорошо дополняют друг друга».
Изначально альбом назывался «To the Bitter End», поскольку группа намеревалась «записывать, сводить, или мастерить альбом, пока мы не будем на 100% счастливы и НЕ согласимся на компромиссы». Но позже музыканты решили, что обложка не соответствовала названию, поэтому группа подумала о новом названии и остановилась на Defiant Imagination.

### Defiant Indoctrination,Live in Montreal(2005–2007)
В 2005 году был выпущен тройной DVD Defiant Indoctrination с записью концерта в Монреале 7 мая 2005 года. Спродюсированный Бартом и Роксанной Константин, на первых двух DVD был представлен концерт, на котором Defiant Imagination был полностью исполнен вместе с различными другими треками из предыдущих альбомов, а третий DVD содержал записи ударных на протяжении всего шоу, полностью концентрируясь на исполнении Яника Берсье. Сведением занимались Жан-Франсуа Дажене (Kataklysm, Misery Index) и Барт. На DVD были представлены несколько приглашенных музыкантов, в том числе известный виолончелист Квебека Клод Ламот, Алекс Оберн из Cryptopsy, басист Доминик «Форест» Лапуант из Augury/Atheretic/Negativa, а также классический хор и скрипач.
В начале 2006 года Уильям Сегерс покинул группу, чтобы сосредоточиться на Neuraxis, и на его место был приглашен местный гитарист прогрессив-метала Марк-Андре Гинграс из проекта MAG. Летом 2006 года Барт построил свою собственную домашнюю студию 40 West Studio и начал работать там продюсером, а Роксанна — звукорежиссёром студии. В ноябре 2006 года был запущен официальный форум Quo Vadis. В январе 2007 года Quo Vadis вместе с Kataklysm впервые гастролировали по Западной и Восточной Европе.
12 мая 2007 года Quo Vadis выпустил концертный альбом Live in Montreal, содержащий аудиозаписи Defiant Indoctritation 2005 года. В ноябре 2007 года Барт выпустил сборник табулатур для гитары и бас-гитары для Defiant Imagination, спонсируемый немецким производителем усилителей ENGL.

### Изменения в составе (2008—2010)
6 сентября 2008 года Quo Vadis отыграл концерт в The Medley в Монреале, на котором Стефан Паре подтвердил, что Яник и он покидают группу, оставив Барта единственным оригинальным участником, оставшимся в группе. Барт предположил, что расстояние между группой и Яником способствовало его уходу: «Что касается Яника, я знаю, что это было очень трудное решение с его стороны. Меняются люди, меняются приоритеты, меняются личные ситуации, и он прилетал из Теннесси на все шоу, так что вы можете себе представить последние события в США/цены на бензин/поездки и тот факт, что мы работали удаленно над новым альбомом, вероятно, как-то связаны с этим. Я думаю, иногда вам приходится принимать трудные решения, и это было решение Яника. Со своей стороны, я точно буду скучать по нему на сцене и по работе с ним, потому что он был мне как брат в течение 15 лет, и мы через многое прошли вместе».
На том же шоу правое колено Барта, обе связки которого были разорваны из-за спортивной травмы, было окончательно травмировано, и до конца шоу он поддерживал весь свой вес на левом колене. Однако это было бесполезно, так как в конце концов Робу «The Witch» из Necronomicon и Стефану из BCI пришлось физически поддерживать Барта всё выступление, в конечном итоге заставив его сидеть на стуле до конца шоу. Стефан предложил прервать концерт, но Барт отказался и доиграл до конца. В последующие месяцы ему сделали операцию на обоих коленях.
После шоу 6 сентября, когда Стефана, Яника и Фореста уже не было, а Барт не мог ходить, в Интернете начали появляться слухи о полном роспуске Quo Vadis. Однако 15 сентября Барт разместил на YouTube видео, подтверждающее уход и опровергающее слухи о распаде, добавив, что «новый состав сформирован, и у нас действительно запланировано несколько выступлений в октябре и ноябре […] за последние два года у нас накопился материал буквально на два альбома, которые мы не смогли закончить по разным причинам».
В этот измененный состав вошли Патрис Амлен (из Martyr) в качестве барабанщика, Тревор Бирни (из Damascus & Annex Theory) в качестве вокалиста и Роксанна Константин (из Negativa) в качестве басиста и клавишника. Черновой микс нового трека «Equilibrium» был опубликован на странице группы в Myspace 25 октября 2008 года. В конце 2009 года Тревор Бирни покинул состав группы, и в начале 2010 года его заменил Мэтью Суини на вокале.

## Состав
Последний состав
- Мэтью Суини — вокал (2010–2011)
- Барт Фридрихович — гитара (1992–2011), вокал (1992–2002)
- Марк-Андре Жинграс — гитара (2008–2011)
- Роксанна Константин — бас-гитара (2008–2011), клавишные (2003–2008)
- Патрис Амлен — ударные (2008–2011)

Бывшие участники
- Арье Итман — гитара, вокал, скрипка (1992–2002)
- Яник Берсье — ударные, бэк-вокал (1992–2008)
- Реми Бошан — бас-гитара (1995–2002)
- Стефан Паре — вокал (2003–2008)
- Тревор Бирни — вокал (2008–2009)

Сессионные и приглашённые участники
- Алекс Оберн — гитара (2002, 2005)
- Стив Диджорджио — бас-гитара (2003)
- Доминик «Форест» Лапуант — бас-гитара (2004–2008)
- Уильям Сегерс — гитара (2003–2008)

## Дискография
- Quo Vadis (1995)
- Forever... (1996)
- Day into Night (2000)
- Passage in Time (2001, сборник)
- Defiant Imagination (2004)
- Defiant Indoctrination (2005, DVD)
- Live in Montreal (2007, концертный альбом)